# Bir Hakeim (oase)
Bir Hakeim (Arabisch: بئر حكيم ) is een voormalige oase in de Libische woestijn, ongeveer 65 km ten zuiden van Tobroek. Zij is niet meer bewoond.
Vroeger was zij het kruispunt van twee bedoeïenenwegen, maar nu loopt de woestijnweg Tobroek - Ajdabiya op enkele kilometer van de fortruïnes.
De van oorsprong Osmaanse vesting werd in de 20e eeuw door de Italianen als garnizoen voor de kamelencavalerie gebruikt. Reeds voor 1942 waren de bronnen van de oase uitgeput. In de Tweede Wereldoorlog vond hier de Slag om Bir Hakeim plaats tussen een legerkorps van Vrije Fransen en het Afrikakorps, het pantserleger onder leiding van Erwin Rommel. Er zijn nog steeds landmijnen en onontplofte munitie uit die slag aanwezig. Toen begin de jaren 1990 voor landbouwexploitatie in de woestijn een waterleiding werd aangelegd vanaf de Al Kufrah-oase bij Tobroek, was een doorgedreven ontmijning van het gebied noodzakelijk om een corridor te verwezenlijken.